# 이대영 (1874년)
이대영(李大榮, 일본식 이름: 駒城大榮고마조 다이에이, 1874년 10월 30일 ∼ 1950년 10월 25일)은 일제강점기의 유학자로, 호는 석정(石庭)이며 본적은 서울특별시 종로구 명륜동이다.

## 생애
대한제국 시대였던 1904년 9월 15일부터 1905년 11월 7일까지 용천감리서 주사(龍川監理署 主事, 판임 6등)를 지냈으며 1907년 친일 성향의 유림 단체인 대동학회(大同學會) 서기를 지냈다. 1911년 9월 8일부터 1921년 7월 30일까지 경학원 직원(直員), 1921년 7월 31일부터 1936년 1월 17일까지 경학원 사성(司成)을 역임했고 1936년 1월 18일부터 1943년 4월 26일까지 경학원 부제학(副提學)과 명륜학원(明倫學院) 강사를 겸임했다.
1928년 일본 정부로부터 쇼와 대례 기념장을 받았으며 1939년 11월 조선유도연합회 발기인, 1941년 10월 조선임전보국단 발기인으로 참여했다. 민족문제연구소의 친일인명사전 수록자 명단의 종교 부문과 친일반민족행위진상규명위원회가 발표한 친일반민족행위 705인 명단에 포함되었다.

## 참고자료
- 친일반민족행위진상규명위원회 (2009). 〈이대영 (李大榮)〉. 《친일반민족행위진상규명 보고서 Ⅳ-12》. 서울. 351~364쪽.